# Laguenne-sur-Avalouze
Laguenne-sur-Avalouze ist eine französische Gemeinde mit 1.565 Einwohnern (Stand 1. Januar 2022) im Département Corrèze in der Region Nouvelle-Aquitaine. Sie gehört zum Arrondissement Tulle und zum Kanton Sainte-Fortunade.
Sie entstand mit Wirkung vom 1. Januar 2019 als Commune nouvelle durch Zusammenlegung der der bisherigen Gemeinden Laguenne und Saint-Bonnet-Avalouze, die in der neuen Gemeinde den Status einer Commune déléguée besitzen. Der Verwaltungssitz befindet sich im Ort Laguenne.

## Gliederung
| Ehemalige Gemeinde         | ehemaliger INSEE-Code | Fläche (km²) | Einwohnerzahl (2022) |
| -------------------------- | --------------------- | ------------ | -------------------- |
| Laguenne (Verwaltungssitz) | 19101                 | 7,01         | 1.374                |
| Saint-Bonnet-Avalouze      | 19185                 | 5,14         | .0191                |

## Lage
Nachbargemeinden sind Tulle im Nordwesten, Chanac-les-Mines im Norden, Saint-Martial-de-Gimel im Osten, Espagnac im Südosten, Ladignac-sur-Rondelles im Süden und Sainte-Fortunade im Südwesten.